# Placitas (Novo México)
Placitas é uma Região censo-designada localizada no estado americano de Novo México, no Condado de Sandoval.

## Demografia
Segundo o censo americano de 2000, a sua população era de 3452 habitantes.

## Geografia
De acordo com o United States Census Bureau tem uma área de 77,5 km², dos quais 77,5 km² cobertos por terra e 0,0 km² cobertos por água. Placitas localiza-se a aproximadamente 1557 m acima do nível do mar.

## Localidades na vizinhança
O diagrama seguinte representa as localidades num raio de 16 km ao redor de Placitas.